# 志田清之
志田 清之（しだ きよゆき、1972年 - ）は、日本の空手家で、心理カウンセラー。極真空手 六本木・新橋道場代表。

## 略歴
新潟県三条市出身。
中学時代に強いストレスから突然、右耳の聴力を失ってしまう。
高校生の時に、劇画「空手バカ一代」と出会い、強い男になることを誓い上京を決意する。上京後は、（旧）極真会館東京城南支部（廣重毅支部長）へ入門。
選手としては、全日本ウェイト制重量級で2連覇、世界ウェイト制重量級・8位入賞等の実績を残す。
2014年（平成26年）7月25日付けで、極真会館（松井派）（館長松井章圭）から除名処分を受ける。
現在では、心理カウンセラーの傍ら、武道本来の身体操作により「衰えない力」と題し、道場生と一緒に稽古に励んでいる。

## 書籍関連
- 心を軽くする79のヒント (コミュニティ・ブックス)
- 「うつ病」の治し方 うつ状態の自分を救う6つの方法 (スマートブックス)